# Цісуму
41°04′44″ пн. ш. 113°11′32″ сх. д. / 41.07895° пн. ш. 113.192201° сх. д.
Цісуму (кит. 七苏木站, пін. Qīsūmù Zhàn) — залізнична станція в КНР, розміщена на Цзінін-Ерляньській і Цзінін-Тунляоській залізницях між станціями Цзінін і Далюхао.
Розташована в хошуні Чахар – Правий Задній стяг (міський округ Уланчаб, автономний район Внутрішня Монголія). Відкрита в 1952 році.